# Panamint Valley
Das Panamint Valley ist ein Becken im Norden der Mojave-Wüste im östlichen Kalifornien, Vereinigte Staaten. Es liegt östlich der Argus und Slate Range und westlich der Panamint Range.

## Geographie

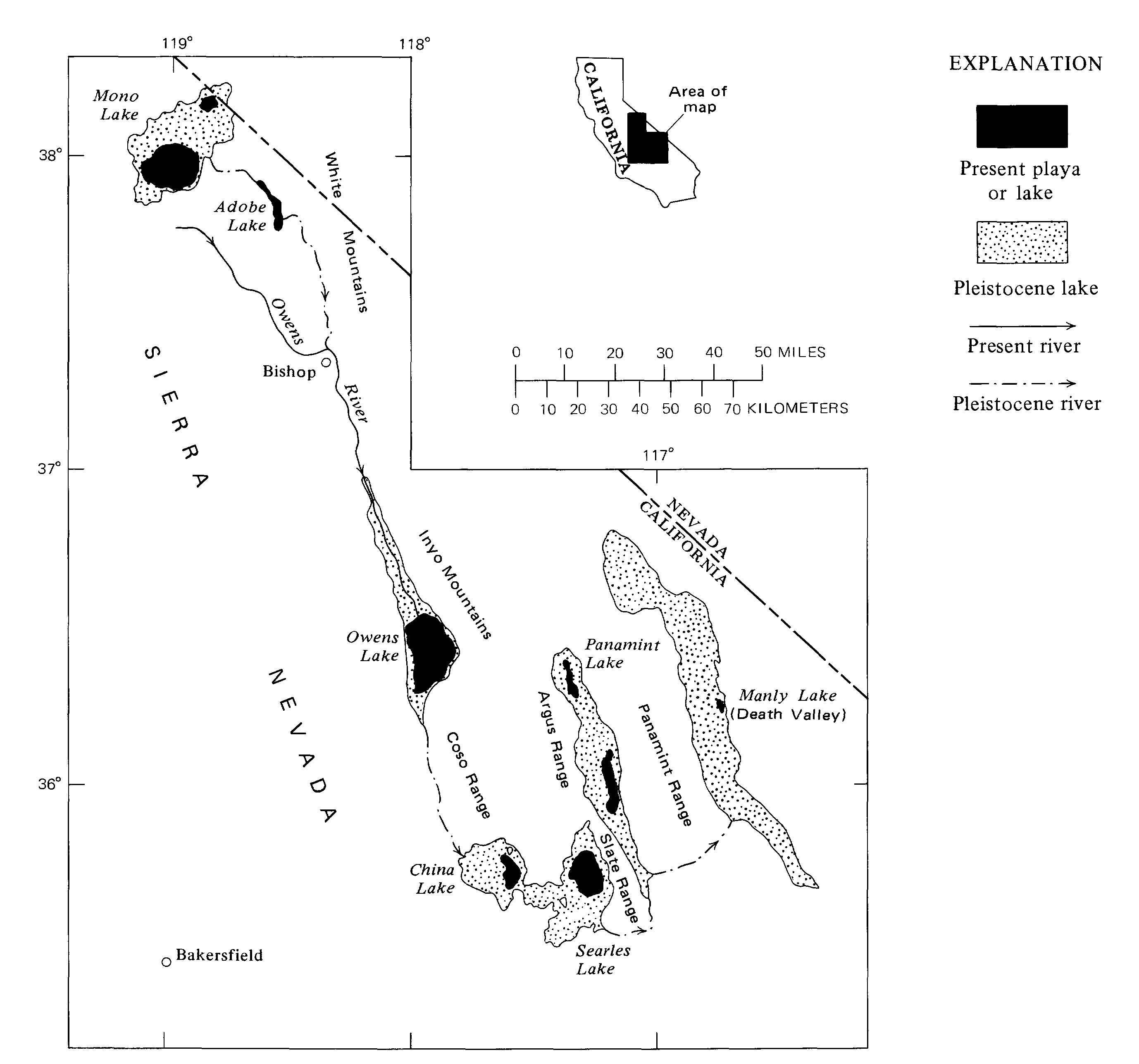
Karte mit den einst miteinander verbundenen Seen im Pleistozän in Ostkalifornien

Das nördliche Ende des Tals befindet sich im Death-Valley-Nationalpark im Inyo County. Das Tal verläuft in Nord-Süd-Richtung und erstreckt sich von den Panamint Dunes im Norden bis zur Naval Air Weapons Station China Lake im San Bernardino County im Süden. Das Tal ist etwa 105 km lang und im Bereich des Hall Canyon 16 km breit. 
Das Panamint Valley wird von der California State Route 190 gekreuzt, die das Owens Valley weiter im Westen mit dem östlich gelegenen Death Valley verbindet. An dieser Straße liegt im äußersten Nordwesten des Tals die einzige kleine Siedlung, Panamint Springs. Die Trona Road führt von der State Route durch das Tal nach Trona und zur nächstgelegenen Stadt Ridgecrest im Indian Wells Valley etwa 50 km vom Tal entfernt im Südwesten.

## Merkmale
- Im Panamint Valley liegt die Geisterstadt Ballarat etwa drei Meilen östlich der Trona Road, in der Nähe des Happy Canyon.[1]
- Die ehemalige Epsom Salts Monorail durchquerte das Tal.
- Am südlichen Ende des Panamint Valley in der Nähe von Ballarat befindet sich eine Radarstation.
- Die Barker Ranch, das letzte Versteck Charles Manson und Ort seiner Verhaftung 1969, liegt im Südteil des Tals
- Das Tal ist ein intern entwässertes endorheisches Becken und es kann sich ein zeitweiliger See bilden, wie es etwa nach ungewöhnlich starken Regenfällen im Frühjahr 2005 der Fall war. Während der Regenzeit des Pleistozäns gab es durch den Zufluss aus einer Kette von Bächen und Seen im Nordwesten einen großen See, bekannt als Lake Panamint, der in den Lake Manly im Death Valley überfloss.[2][3]

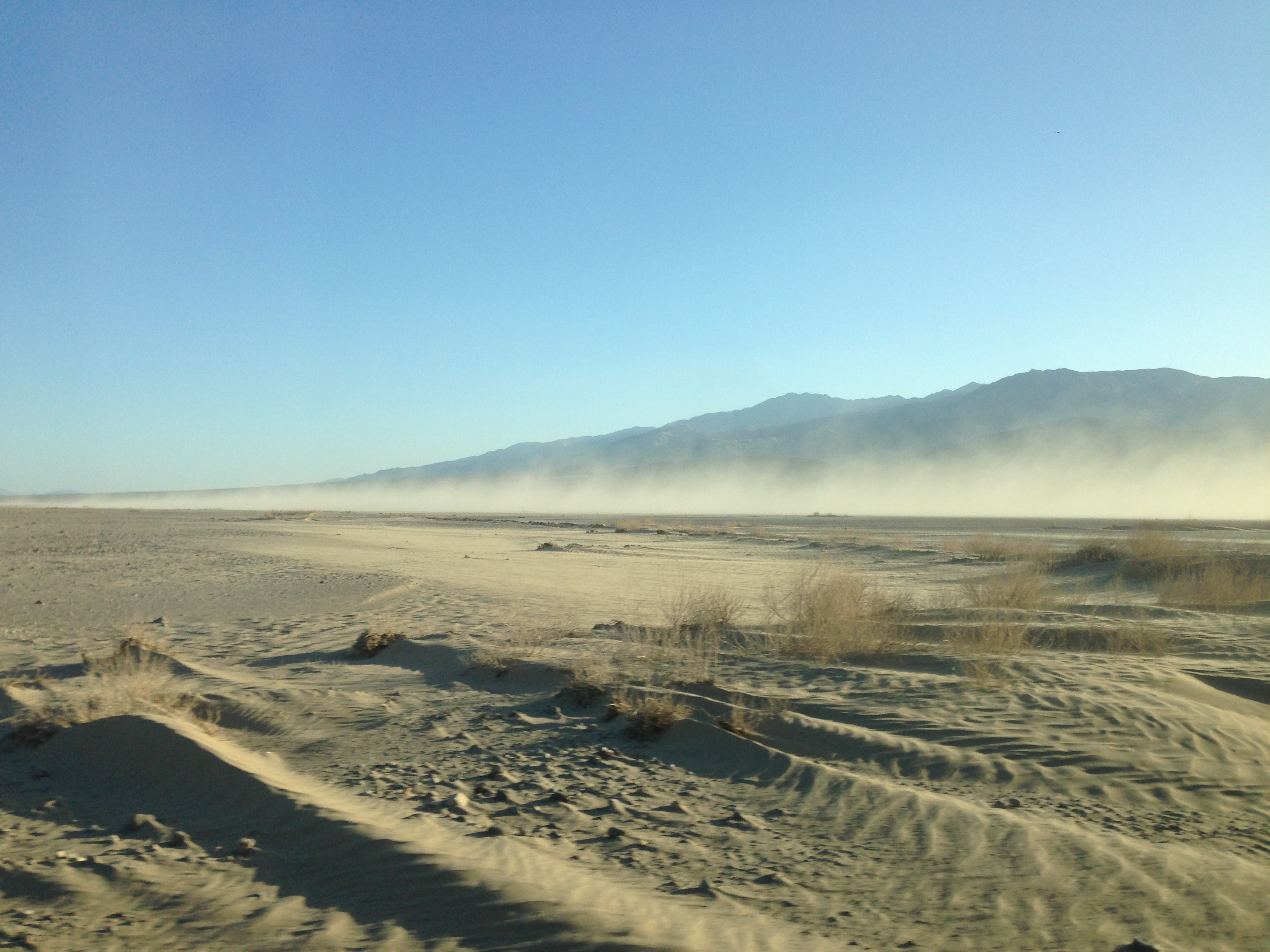
Sandsturm im Nordteil
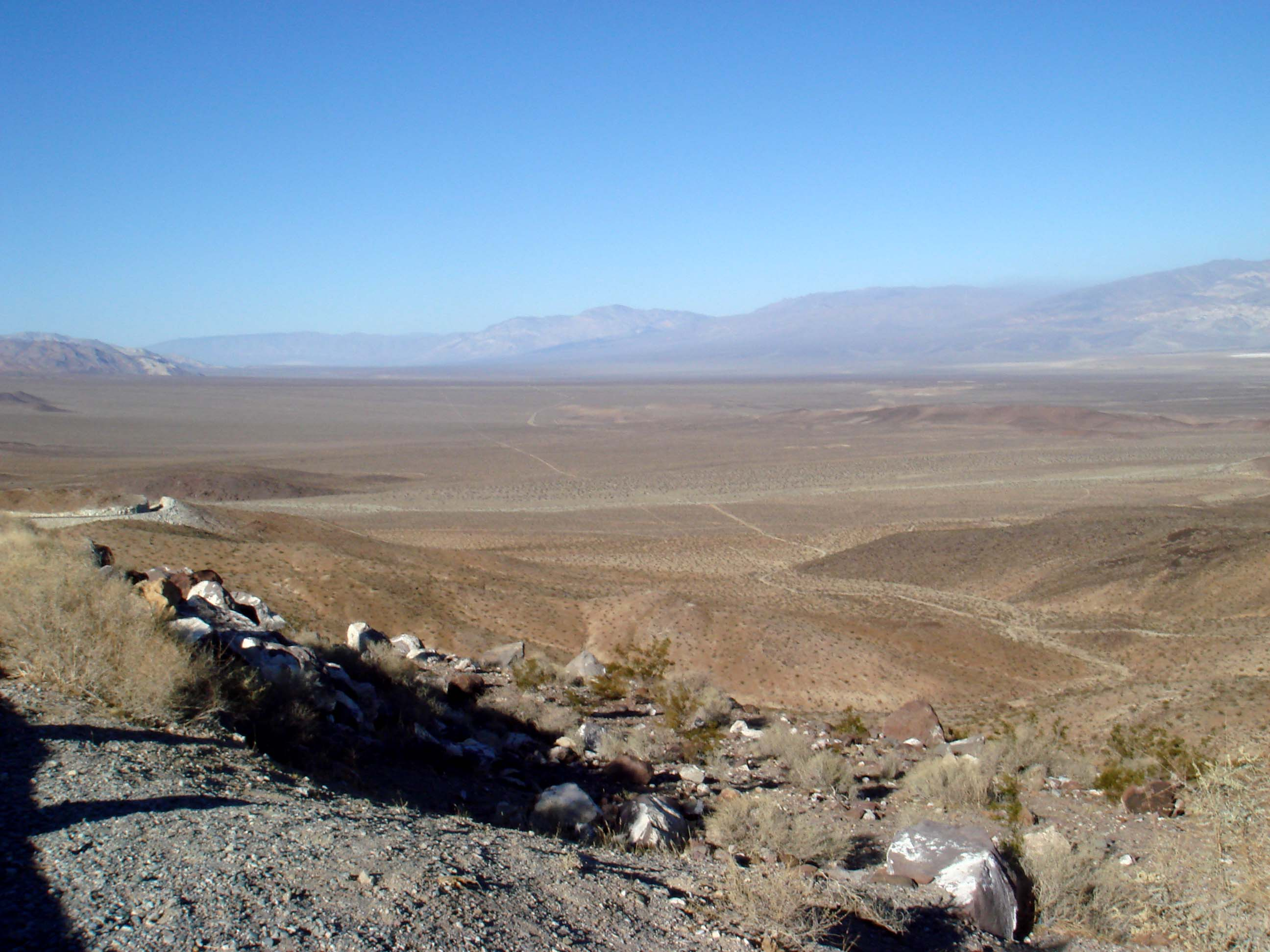
Überblick über das Tal
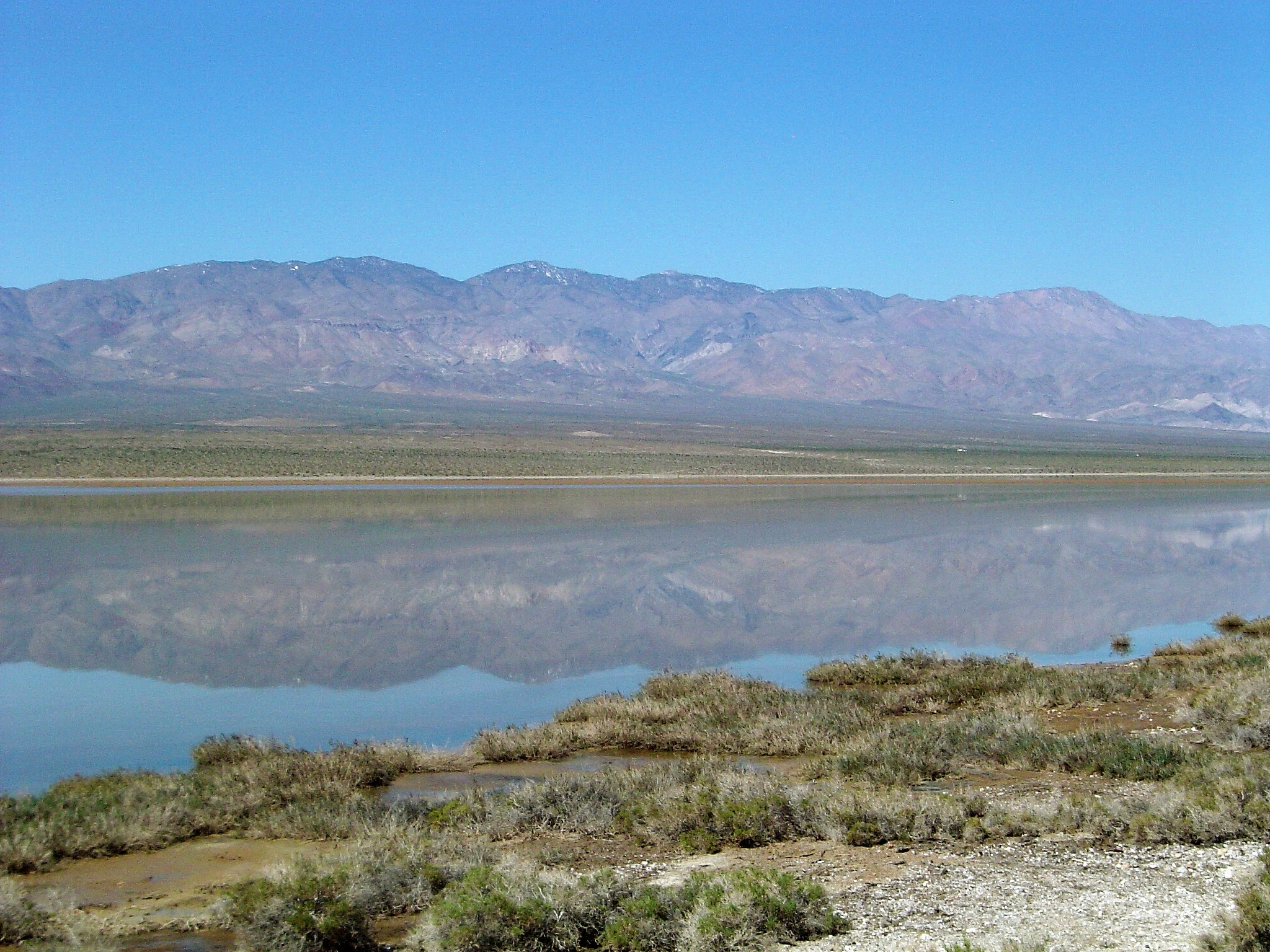
See nach Regenfällen
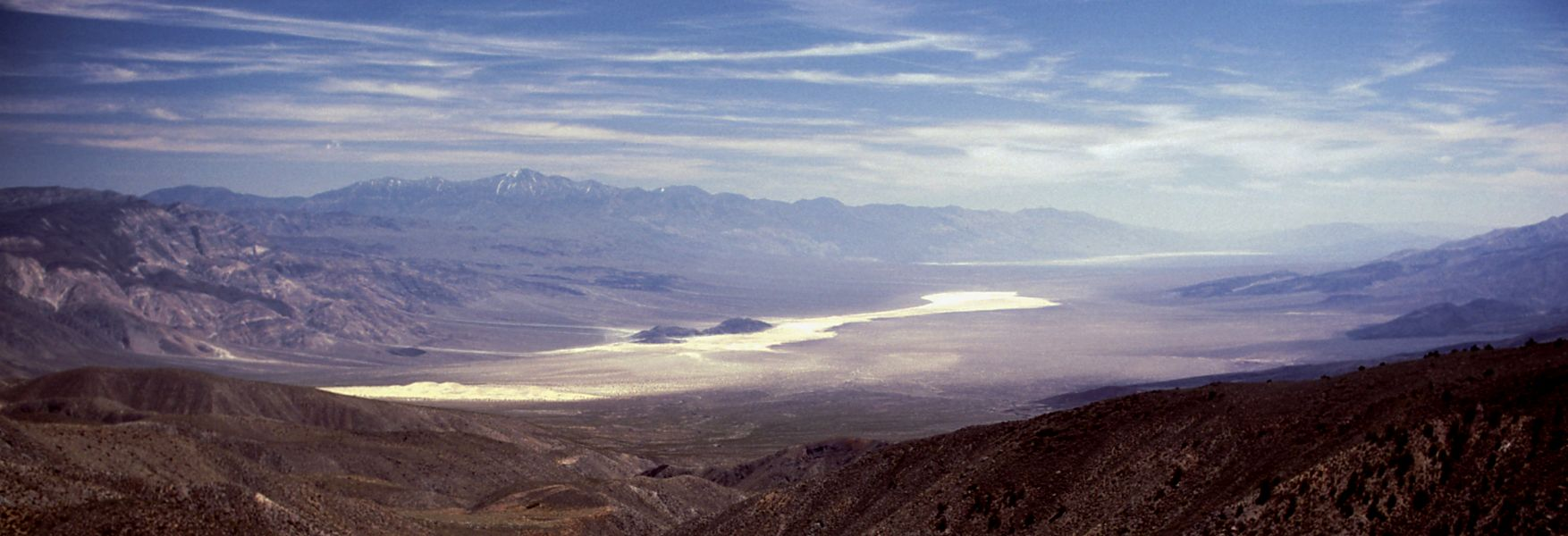
Blick nach Süden vom „South Pass“, der es mit dem Saline Valley verbindet

## Militärische Nutzung
Der Luftraum über dem Panamint Valley ist Teil des R-2508 Special Use Airspace Complex. Die „Panamint Military Operating Area“ (MOA) erstreckt sich über das gesamte Tal nördlich des Hunter Mountain von 200 Fuß (61 Meter) Höhe bis hin zum Flight Level (FL) 180 (18.000 Fuß, 5486 m) mit reserviertem Luftraum über dem gleichen Gebiet von FL180 bis FL600 (18.288 m).
Der Luftraum wird hauptsächlich von militärischen Flugzeugen aus den Flugplätzen der Nellis Air Force Base, Edwards Air Force Base, der Naval Air Weapons Station China Lake und Naval Air Station Lemoore für Übungen in geringer und großer Höhe genutzt.